# 斯图尔特·弗雷泽
斯图尔特·弗雷泽（英語：Stewart Fraser，20世纪—），英国男子赛艇运动员。他曾代表英国参加世界赛艇锦标赛，获得一枚银牌和一枚铜牌，均来自男子轻量级八人单桨有舵手项目。